# 瀛涯勝覧

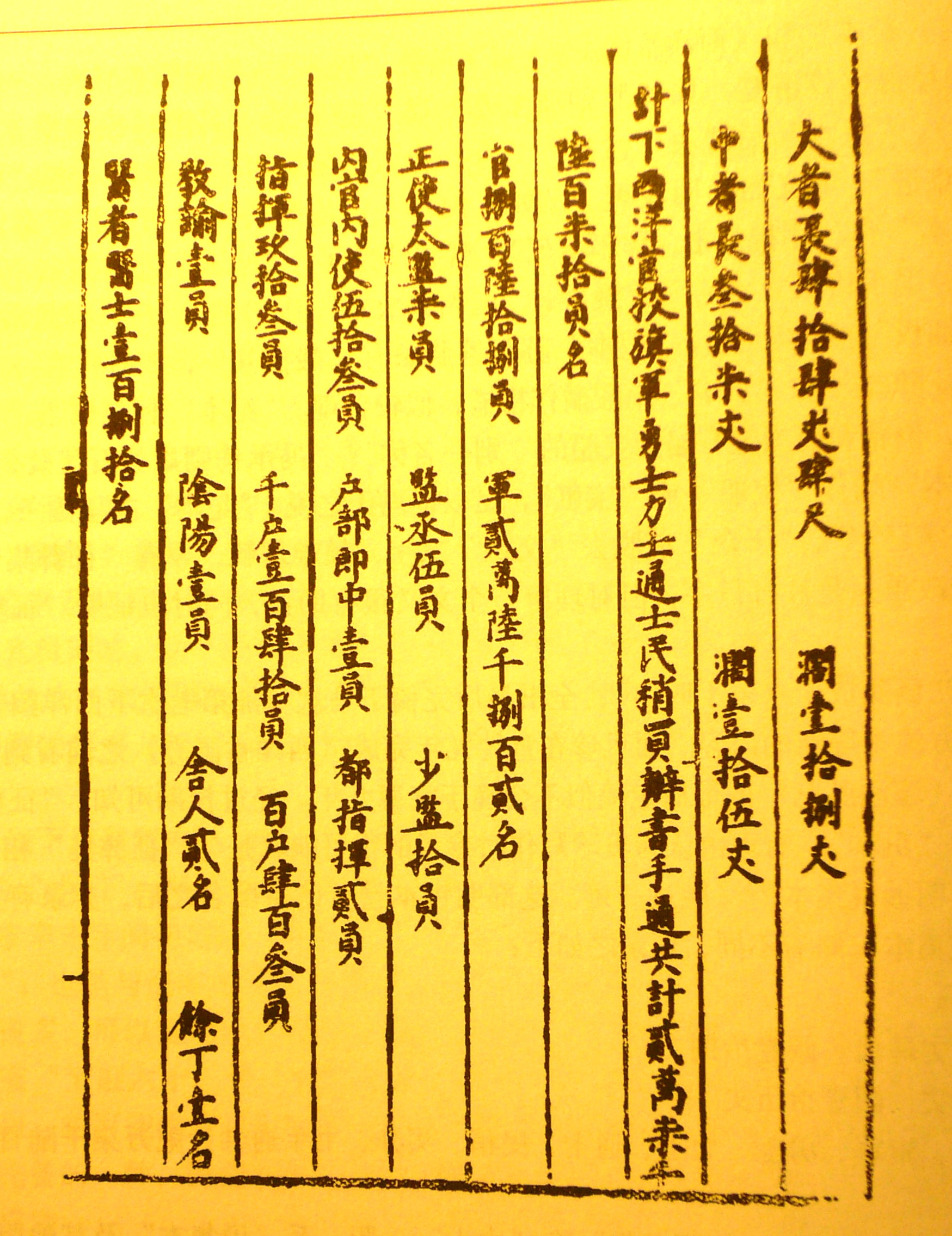
『三宝征彝集』所収の明抄本『瀛涯勝覧』

『瀛涯勝覧』（えいがいしょうらん）は、明の馬歓（ばかん）によって書かれた東南アジアおよびインド洋沿岸諸国の地誌で、チャンパからメッカに至る20か国について記す。著者の馬歓は鄭和による遠征の随行者であり、鄭和本人による報告書が現存しないため、本書は鄭和の遠征について知るための主要な資料のひとつである。

## 概要
後序によると、馬歓は会稽出身のイスラム教徒で、字を宗道といった。鄭和の遠征に通訳として随行した。
自序には永楽14年（1416年）の日付が記されており、第4次遠征の後に書かれたことがわかるが、本文中にはその後の遠征によって知られた国々についても追記している。本文の末には景泰辛未（1451年）と記されており、このころ完成したものと考えられる。後序によれば、やはりイスラム教徒で馬歓と遠征をともにした郭崇礼によって出版された。
鄭和の遠征の参加者による記録にはほかに費信『星槎勝覧』と鞏珍『西洋番国志』がある。『星槎勝覧』は正統元年（1436年）の序があり、44国について記す。独自の記事も少なくないものの、元の汪大淵『島夷志略』によっている箇所が多く、『瀛涯勝覧』と比べると内容が乏しい。『西洋番国志』は長らく見ることができず、『四庫全書総目提要』や銭曽『読書敏求記』に記されている概要によるほかはなかった。その後に見られるようになったが、内容が『瀛涯勝覧』とほぼ同じであり、偽書説もある。偽書でないにしても『瀛涯勝覧』の異本のひとつと考えてよい。

## 構成
以下の20カ国について記す。
1. 占城国（チャンパ）
2. 爪哇国（ジャワ）
3. 旧港国（パレンバン）
4. 暹羅国（シャム）
5. 満剌加国（マラッカ）
6. 唖魯国（アルー(en)、現在のメダンの近く）
7. 蘇門答剌国（スマトラ（アチェ））
8. 那孤児国（ナクール、北スマトラの山岳民族）
9. 黎代国（リディ、北スマトラの小国）
10. 南浡里国（ランブリ(en)、スマトラの西北端）
11. 錫蘭国（セイロン）および裸形国（アンダマン・ニコバル諸島）
12. 小葛蘭国（キーロン）
13. 柯枝国（コーチン）
14. 古里国（カリカット）
15. 溜山国（モルディブ）
16. 祖法児国（ズファール）
17. 阿丹国（アデン）
18. 榜葛剌国（ベンガル）
19. 忽魯謨廝国（ホルムズ）
20. 天方国（メッカ）

ほかに自序、古朴による後序、馬歓による紀行詩を載せる。

## テクスト
郭崇礼による原刻本は現存していない。叢書『紀録彙編』（1617年刊）の巻62に収録されたものがもっとも古く、基本的なテクストになっている。
ほかに張昇（1521年没）による刪節本の系統がある。この本では最後の天方国（メッカ）が欠けているが、その前のホルムズに関する文章が途中で切れており、編纂の際に脱落したものと考えられる。『紀録彙編』では巻63に収録している。
1935年に馮承鈞によって校注本が作られ、上海商務印書館から出版された（1955年に中華書局より再版）。
2005年に万明によって『明鈔本《瀛涯勝覧》校注』（海洋出版社）が出版された。

## その他
16世紀末に『三宝太監西洋記通俗演義』（万暦27年（1597年）序）という章回小説が書かれたが、西洋の事情については『瀛涯勝覧』を主な資料としている。